# Đầu gấu Bắc Cực
Đầu gấu Bắc Cực (tiếng Anh: Norm of the North) là một bộ phim hài-phiêu lưu hoạt hình máy tính của Mỹ-Ấn Độ-Ireland năm 2016 do Trevor Wall đạo diễn và kịch bản viết bởi Daniel R. Altiere, Steven M. Altiere và Malcolm T. Goldman. Phim có sự lồng tiếng của Rob Schneider vai nhân vật chính, Heather Graham, Ken Jeong, Colm Meaney, Loretta Devine, Gabriel Iglesias, Michael McElhatton và Bill Nighy. Bản Anh quốc còn có thêm James Corden. Phim đồng sản xuất bởi Assemblage Entertainment, Splash Entertainment và Telegael, phân phối bởi Lionsgate.